# Idyllwild-Pine Cove (Kalifornija)
Idyllwild-Pine Cove je naseljeno područje za statističke svrhe u američkoj saveznoj državi Kalifornija. Prema popisu stanovništva iz 2010. u njemu je živjelo 3.874 stanovnika.